# Paul Berry
Paul Thomas Berry (* 13. März 1961 in Leigh, Lancashire; † 26. Juni 2001 in Manchester) war ein britischer Animator.

## Leben
Berry kam 1983 zum Filmproduktionsstudio Cosgrove Hall, wo er unter anderem an der Puppentrickserie The Wind in the Willows als Animator des Mr. Toad beteiligt war. Seine einzige Filmregie wurde 1991 der Stop-Motion-Kurzanimationsfilm The Sandman, der auf einer Geschichte E.T.A. Hoffmanns basierte. Berry, der den Film auch animierte und produzierte, wurde mit zahlreichen Preisen ausgezeichnet, darunter dem Grand Prix des Hiroshima Kokusai Animation Festivals. Zudem erhielt er eine Oscarnominierung in der Kategorie Bester animierter Kurzfilm. Berry hatte international auf sich aufmerksam gemacht – er arbeitete anschließend als Animator an Tim Burtons Nightmare Before Christmas (1993) und Henry Selicks James und der Riesenpfirsich (1996). Zudem animierte er zahlreiche Werbefilme. Im Februar 2001 wurde bei Berry ein Hirntumor entdeckt. Er verstarb vier Monate später in Manchester.

## Filmografie
- 1984–1988: The Wind in the Willows (TV-Serie, neun Folgen)
- 1990: The Fool of the World and the Flying Ship (TV)
- 1991: The Sandman (auch Produzent, Regisseur)
- 1992: Noddy (TV-Serie)
- 1992: Truckers (TV-Serie)
- 1993: Nightmare Before Christmas (The Nightmare Before Christmas)
- 1996: The Devil Went Down to Georgia
- 1996: James und der Riesenpfirsich (James and the Giant Peach)
- 1998: BBC Future Generations (TV)
- 2001: Monkeybone

## Auszeichnungen
- 1992: Grand Prix, Hiroshima International Animation Festival, für The Sandman
- 1992: Craft Prize für die beste Animation, Ottawa International Animation Festival, für The Sandman
- 1992: Gold-Hugo-Nominierung, Chicago International Film Festival, für The Sandman
- 1993: Oscarnominierung, Bester animierter Kurzfilm, für The Sandman